# Max Gorosch
Max Gorosch, född 22 januari 1912 i Kungsholms församling, Stockholm, död 1983 i Danderyds församling, Stockholms län, var en svensk språkprofessor.
Han var son till plåtslagarmästaren David Gorosch och Ester Schlemowitz. Max Gorosch avlade studentexamen 1931, blev filosofie magister vid Stockholms högskola 1936, filosofie doktor 1950 och docent 1951. Från 1958 var han lektor vid Mörby läroverk (Mörbyskolan) i Danderyd. 1962 blev han föreståndare för Institutionen för tillämpad språkvetenskap vid Stockholms universitet. Åren 1944–1953 var han ordförande i Club Se habla español. Han var även sekreterare i Audiovisuella sällskapet och medlem i Judiska Fredslogen Stockholm.
Max Gorosch gav ut El Fuero de Teruel (1950 och läroböcker i spanska språket, såsom en praktisk lärobok i spanska, Vi lär oss spanska, Aprendemos el español. (1952). Vidare gav han ut Engelska utan bok, tillsammans med Carl Axel Axelsson, samt om spanska ords språkhistoriska ursprung, släktskap och utveckling, det vill säga spanska etymologier, och audiovisuella artiklar.
År 1952 skapades två nya avdelningar vid Stockholms högskola, Fonetiska forskningslaboratoriet och Fonetiska övningslaboratoriet. Där sysslade man inte bara med fonetik utan även med allmän språkvetenskap och tillämpad språkvetenskap. Initiativtagare till och föreståndare för respektive avdelning var slavisten Birger Calleman och romanisten Max Gorosch.